# Liste des basiliques du Piémont
Cette liste recense les basiliques du Piémont, Italie.

## Liste
- Biella
  - Basilique Saint-Sébastien (it)
  - Sanctuaire d'Oropa (Biella)
- Boca
  - Sanctuaire du Saint-Crucifix
- Castelnuovo Don Bosco
  - Basilique Don Bosco (it)
- Fossano
  - Cathédrale de Fossano
- Novare
  - Basilique San Gaudenzio de Novare
- Orta San Giulio
  - Basilique San Giulio
- Pignerol
  - Basilique Saint-Maurice (it)
- Quargnento
  - Basilique San Dalmazio (it)
- Tortone
  - Sanctuaire Notre-Dame-de-la-Garde
- Turin
  - Basilique de Superga
  - Basilique du Corpus Domini
  - Sanctuaire de la Consolata
  - Sanctuaire de Marie Auxiliatrice
  - Basilique Saints-Maurice-et-Lazare
- Varallo Sesia
  - Basilica dell'Assunta (it)
  - Église Santa Maria delle Grazie
- Verceil
  - Basilique Saint-André de Verceil
  - Cathédrale de Verceil
  - Basilique Sainte-Marie-Majeure de Verceil (it)
- Vicoforte
  - Sanctuaire de Vicoforte